# Unruhen in Usbekistan 2005
Im Mai 2005 erreichten die Unruhen in Usbekistan einen Höhepunkt, als am 13. Mai usbekisches Militär in der Stadt Andijon das Feuer auf eine Protestdemonstration eröffnete und vermutlich 400 bis 600 Personen tötete. Die Unruhen setzten sich in zahlreichen anderen Städten der Region fort.
Protestierende Usbeken hatten zunächst die Freilassung 23 ortsansässiger Geschäftsleute verlangt, die als vermeintliche Mitglieder der verbotenen islamistischen Gruppe Akramiya inhaftiert waren. Nachdem dies erreicht worden war, forderten sie von der Regierung Usbekistans die Freilassung weiterer Inhaftierter.

## Vorgeschichte
Bis Mai 2005 wuchsen die Proteste gegen das autoritäre staatliche System an. Nach Jahren relativer Ruhe begannen die Usbeken angesichts zahlreicher sozialer und wirtschaftlicher Probleme die Legitimität der Regierung in Frage zu stellen.
Die erste große Demonstration erfolgte im November 2004. Während der Aufstände in Qoʻqon im Osten Usbekistans warfen Demonstranten Steine und setzten Autos der Miliz in Brand. Tausende versammelten sich auf dem örtlichen Basar. Der Bürgermeister wollte von einem Verkaufsstand herab zu den Massen sprechen, wurde aber durch das Protestgeschrei zum Schweigen gezwungen. Die Angaben schwanken zwischen 2.000 und 20.000 Teilnehmern.
Auslöser für den Protest war ein Gesetz mit neuen Handelsbeschränkungen. Außerhalb eingekaufte Ware sollte persönlich, ohne Vermittler, abgesetzt werden. Eine amtliche Lizenz wurde zur Pflicht erklärt. Die Regierung behauptete, durch diese Gesetzgebung die Preise niedrig zu halten. Viele empfanden das neue Gesetz als Diskriminierung von Handeltreibenden und befürchteten den Ruin tausender Geschäfte und Händler.
Im März 2005 überfielen 500 erregte Landwirte ein Büro der Miliz und steckten zwei Autos in Brand. Sie behaupteten, die Behörden würden ihre rentablen Bauerngüter enteignen und sie verarmt zurücklassen.
Am 3. Mai 2005 erfolgte eine kleinere Protestaktion nahe der US-Botschaft in der Hauptstadt Taschkent. Etwa 60 Personen – meist Frauen mit kleinen Kindern – erzwangen sich den Weg durch Kontrollen und verlangten mehr Gerechtigkeit. Sie wählten diese Methode, um einer Festnahme zu entgehen. Das negative Bild, das solch ein Ereignis bei den westlichen Verbündeten schaffen würde, bewog die Demonstranten zu ihrer offenen Widerstandsaktion außerhalb der usbekischen US-Botschaft.

## Proteste in Andijon am 10. Mai
Am 10. Mai berichtet die BBC von einer weiteren Demonstration in Andijon, östlich, im Ferghanatal. Mindestens 1.000 Menschen versammelten sich, um Gerechtigkeit für eine Gruppe von 23 des Islamismus angeklagten jungen Geschäftsleuten zu fordern. Die Demonstranten, hauptsächlich Verwandte der Angeschuldigten, filmten die Demonstration, ungehindert von der Miliz. Gegner der Gruppe behaupten, alle gehörten der Akramiya, die der verbotenen Extremistenorganisation Hizb ut-Tahrir gleiche, an. Andererseits haben viele Kritiker die Unabhängigkeit der Geschäftsleute behauptet. Die Demonstranten umringten das Gericht, die Frauen auf der einen, die Männern auf der anderen Seite. Sie erschienen angeblich in ihrer besten Kleidung, in gelassener und fröhlicher Stimmung.
Es blieb nicht bei diesem Einzelfall. Am anderen Tag stieg die Anzahl der Demonstranten auf über 4.000 Personen an. Zunächst sollten drei von 23 Inhaftierten freigelassen werden. Die anderen 20 waren zu Haftstrafen von drei bis sieben Jahren verurteilt worden und sollten nicht entlassen werden. Ein Verwandter eines Verurteilten erklärte, „wir sind bereit, alles zu tun, um unsere unschuldigen Brüder zu befreien.“

## 12. und 13. Mai

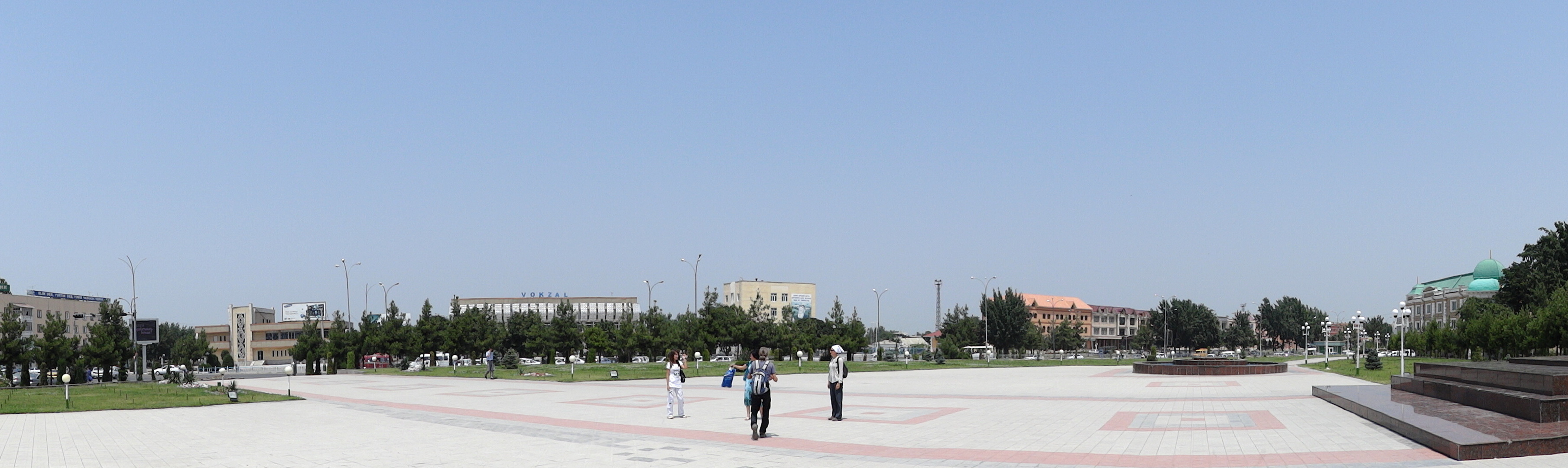
Navoi-Platz in Andijon, Ort des Massakers

### Die Regierung verliert die Kontrolle
In der Nacht des 12. Mai stürmten Bewaffnete eine Kaserne und das Gefängnis in der Stadt. Viele der ca. 730 Gefangenen flohen. Während des Aufstandes seien neun Personen getötet worden. Ein Sprecher der Aufständischen erklärte später im Internet, dass die Aktion von Verwandten und Vertretern der Akramiya ausgeführt wurde. Am folgenden 13. Mai berichteten internationale Nachrichtenagenturen, dass die Aufständischen mit den 23 Verurteilten das Gebäude der Ortsverwaltung in Andijon besetzt hielten. Das Pressebüro des Präsidenten Islom Karimov erklärte, „intensive Vermittlungen“ seien ohne Ergebnis geblieben. Zitat: „Die Gewaltbereiten bemächtigten sich der Frauen und Kinder als menschliche Schutzschilde und lehnten jeden Kompromiss ab“.

### Das Andijon-Massaker
Im Verlauf des Tages wurden die usbekischen Soldaten, die die Stadt abgeriegelt hatten, zur Niederschlagung der Proteste beordert. Nach Augenzeugen entfernten sie die Protestierenden von den Regierungsstellen, bevor das Feuer auf Demonstranten draußen eröffnet wurde. Im allgemeinen Chaos warfen sich die Menschen auf dem zentralen Platz zu Boden, um nicht als Aufrührer in das Feuer der Regierungstruppen zu geraten. Männer, Frauen und Kinder – wird berichtet – flüchteten in Panik. Mehrere Menschen wurden getötet.
Galima Bukharbaeva sprach von „einer großen Zahl Toter und Verletzter“. „Zunächst näherte sich eine Gruppe gepanzerter Fahrzeuge dem Platz, dann erschien eine zweite,“ berichtete sie. „Sie eröffneten das Feuer und schossen wahllos ohne Gnade auf jeden, einschließlich der Frauen und der Kinder. Die Menge begann in alle Richtungen zu laufen. Wir versteckten uns in einem Abflusskanal. Die Aufständischen hatten das Provinzregierungsgebäude besetzt und erwiderten das Feuer. Sie wollten bis zum Tod standhalten! Als wir den Abflusskanal verließen, suchten wir in der Nachbarschaft einen Platz, wo nicht geschossen wurde. Aber Schüsse hörten wir überall...“.
Auf den Straßen von Andijon verlangten Protestierende den Rücktritt des Präsidenten Karimov, der angeblich die Militäroperationen von einer Kommandozentrale am Flughafen in Stadtnähe anordnete.

### Schießereien in Taschkent
Am Tag der Unruhen berichtete die US-Botschaft von der Erschießung eines angeblichen Selbstmordattentäters vor der israelischen Botschaft in Taschkent. Der Mann trug offenbar Holzgegenstände, in denen man Explosivstoffe vermutete. Das Opfer war ein arbeitsloser Russe. Er trug angeblich eine militärische Tarnweste, in der man versteckten Sprengstoff vermutete. Die Sicherheitskräfte forderten ihn auf, sich auf den Boden zu legen. Da er nicht reagierte, feuerten sie und trafen ihn mit mindestens 10 Schüssen. Die Polizei riegelte die Straße an der Botschaft ab.

### Regierung und internationale Reaktion
Die durch die Regierung kontrollierten Massenmedien sendeten nur kurze Meldungen zur Krise. Die Nachrichten des Usbekische Staatsfernsehens verlautbarten, „eine bewaffnete Banditengruppe“ habe die Sicherheitskräfte in Andijon überfallen: „Mit Dutzenden von Waffen überfielen sie ein Straflager und befreiten die Gefangenen“. Die Aufrührer seien „Extremisten“, die bei dem Kampf neun Personen getötet und 34 verwundet hätten. Die lokalen Radiosender waren angeblich gerade nicht auf Sendung gewesen. Wie es hieß, störten die Behörden auch den Empfang ausländischer TV-Nachrichten, einschließlich der von CNN und der BBC.
Russland drückte seine Sorge über die Vorgänge in Zentralasien aus, doch der russische Außenminister Sergei Lawrow bezeichnete die Unruhen als „innere Angelegenheit“ Usbekistans. Der Sprecher des Weißen Hauses Scott McClellan erklärte, die Regierung in Andijon solle Mäßigung zeigen. Er fügte hinzu, dass die USA über Berichte besorgt seien, dass Terrorismusverdächtige befreit wurden. Die Reaktion des Weißen Hauses war spürbar gedämpft. Die Vorfälle brachten George W. Bush in eine schwierige Situation: einerseits genoss die Bush-Regierung die umfassende Unterstützung des usbekischen Präsidenten im „Krieg gegen den Terror“ in der Nähe Afghanistans, wollte aber andererseits nicht als Stütze eines skrupellosen, gewalttätigen und undemokratischen Regimes gelten, zumal die USA regelmäßig Demokratiedefizite in anderen Regimes bemängeln.
Kirgisistan schloss die Grenze zu Usbekistan, ebenso zu Tadschikistan. Auch Kasachstan soll Berichten zufolge seinen Grenzschutz verstärkt haben.

## Folgen

### 14. Mai
Trotz der gewaltsamen Unterdrückung der Proteste erschienen am folgenden Tag Tausende zur Demonstration. Die Menge rief „Mörder, Mörder“ und verlangte erneut den Rücktritt des Präsidenten.
Am 14. Mai stürmten Tausende das Regierungsgebäude im östlichen Grenzdorf Karasuu, 50 km östlich Andijon, in der Absicht aus dem Land zu fliehen. Sie setzten angeblich Büros und Autos der Miliz in Brand, bevor sie von kirgisischen Grenztruppen angegriffen wurden. Die Behörden des benachbarten Landes sollen 6000 Usbeken vertrieben haben. Kreisende usbekische Armeehubschrauber wurden gesichtet.

### 15. Mai
Der britische Außenminister Jack Straw erklärte, dass in den Ereignissen in Usbekistan eine klare Menschenrechtsverletzung vorliege.
Andijon wurde von der Außenwelt abgeschnitten. Es gibt widersprüchliche Angaben über die Zahl Toten innerhalb der Stadt.
Die Einwohner von Karasuu rekonstruieren die Brücken nach Kirgisistan nach ihrer Zerstörung durch usbekische Truppen.

### 16. Mai
Am 16. Mai schätzen ausländische Nachrichtenagenturen die Zahl der Toten in Andijon auf insgesamt 400 bis 600, Regierungstruppen haben demnach nach den ersten Schießereien systematisch auf Verletzte geschossen.
Ein Pressekommuniqué auf der regierungsamtlichen Website beharrte dagegen weiterhin auf der Zahl von 9 Toten und 34 Verletzten.

## UN-Beschluss
Am 23. November 2005 verabschiedete die UN-Generalversammlung eine Resolution, in der die usbekische Regierung verurteilt wurde, dass diese sich geweigert hatte, die genaueren Hintergründe der Ereignisse in Andijon zu untersuchen. Für die Resolution stimmten 74 Länder, während 39 Staaten, unter anderem Russland, Kasachstan, Turkmenistan, Tadschikistan und Belarus dagegen waren.